# Erling Haaland
Erling Braut Haaland (eigentlich Håland [ˈhòːlɑn]; * 21. Juli 2000 in Leeds, England) ist ein norwegischer Fußballspieler. Der Stürmer steht seit Juli 2022 bei Manchester City unter Vertrag und ist seit 2019 A-Nationalspieler Norwegens, deren Rekordtorschütze er seit Oktober 2024 ist. Als Spieler von Red Bull Salzburg gewann er 2019 das Double aus österreichischer Meisterschaft und Pokalsieg und wurde österreichischer Fußballer des Jahres; mit Borussia Dortmund wurde er 2021 DFB-Pokalsieger. In seiner ersten Saison bei Manchester City wurde er englischer Meister und brach dabei den Rekord für die meisten Tore in einer Premier-League-Spielzeit, zudem gewann er mit dem FA Cup und der Champions League das erste Triple in der Vereinsgeschichte von Manchester City. Folglich wurde er zum UEFA-Spieler des Jahres („Europas Fußballer des Jahres“) gewählt.

## Familie
Haaland ist der Sohn des ehemaligen norwegischen Fußballspielers Alf-Inge Haaland. Er wurde am 21. Juli 2000 in Leeds geboren, als sein Vater gerade von Leeds United zu Manchester City gewechselt war. Nach dem Karriereende seines Vaters im Jahr 2003 zog die Familie zurück in die norwegische Stadt Bryne.
Neben der norwegischen besitzt Haaland auch die britische Staatsbürgerschaft.

## Vereinskarriere

### Karrierebeginn beim Bryne FK
Haaland spielte in seiner Kindheit und Jugend unter anderem im Nachwuchsbereich des Bryne FK, wo er sich bereits als Fünfjähriger selbstständig vorgestellt haben soll. Hier galt er bereits früh als sehr torgefährlich und kam in den Jahren 2013 bis 2015 zu 15 Einsätzen und ebenso vielen Treffern für die U16-Mannschaft des Klubs. Zudem debütierte der Angreifer 2015 in der U19, für die er in drei Spielen viermal traf, und gab ebenso sein Debüt für die zweite Mannschaft von Bryne in der viertklassigen norwegischen 3. Division. Für Bryne 2 steuerte er bei drei Ligaeinsätzen zwei Tore bei. Im Jahr 2016 kam Haaland daraufhin in drei U19-Spielen zum Einsatz und erzielte vier Tore. Während er sich auch bei der zweiten Mannschaft mit 16 Toren in elf Spielen als äußerst torgefährlich zeigte, blieb er bei seinen insgesamt 16 Ligaeinsätzen, die er im Spieljahr für die erste Herrenmannschaft in der norwegischen Zweitklassigkeit absolvierte, torlos. Sein Debüt im Profifußball gab der Norweger dabei am 12. Mai 2016 im Alter von 15 Jahren, als er bei der 0:1-Auswärtsniederlage gegen Ranheim Fotball von Trainer Gaute Larsen in der 69. Spielminute für Robert Undheim eingewechselt wurde.

### Wechsel zum Molde FK

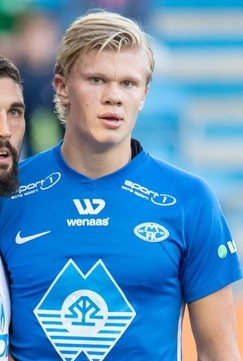
Haaland im Trikot des Molde FK (2018)

Im Jahr 2016 absolvierte der damals 15-jährige Haaland ein Probetraining bei der TSG Hoffenheim. Ein Wechsel nach Hoffenheim scheiterte an der Forderung nach einem Monatsgehalt von rund 5.000 €, während die TSG ihren B-Jugendspielern maximal 2.000 € im Monat zahlte. Am 1. Februar 2017 vermeldete der norwegische Erstligist Molde FK die Verpflichtung des jungen Angreifers, der einen Vertrag bis 31. Dezember 2019 unterzeichnete. Am 26. April 2017 gab er im Erstrundenspiel seiner Mannschaft im norwegischen Pokal sein Pflichtspieldebüt, als er von Beginn an über 67 Minuten zum Einsatz kam sowie in der 46. Spielminute nach Vorlage von Óttar Magnús Karlsson zur 1:0-Führung traf. In den nächsten fünf Pokalpartien spielte Haaland ebenfalls, ehe das Team im Halbfinale dem Lillestrøm SK deutlich mit 0:3 unterlag; im Viertelfinale steuerte der junge Stürmer beim 2:1-Sieg über Kristiansund BK ebenfalls einen Treffer bei. Sein Ligadebüt gab der 16-Jährige am 4. Juni 2017, als er im Spiel der zwölften Runde gegen Sarpsborg 08 FF von Ole Gunnar Solskjær in Minute 71 aufs Feld geschickt wurde. Bis dahin gehörte er vorwiegend dem vereinseigenen Nachwuchs an bzw. absolvierte Spiele für die zweite Mannschaft des Vereins. Über das gesamte Spieljahr 2017 hinweg wurde Haaland in 14 Ligaspielen eingesetzt, erzielte zwei Tore und gab eine Vorlage. Im Endklassement rangierte er mit Molde FK auf dem zweiten Platz hinter Rosenborg Trondheim. Des Weiteren nahm er mit den A-Junioren an der UEFA Youth League teil und schaffte es mit ihnen bis in die Play-offs, in denen das Team im Elfmeterschießen der AS Monaco unterlag.
Anfänglich noch vom Cheftrainer Solskjær als Ersatzspieler eingesetzt, avancierte Haaland in der Saison 2018 rasch zur Stammkraft in der Offensive und wurde des Öfteren über die volle Spieldauer als Mittelstürmer eingesetzt. Die Gründe hierfür lagen auch in einem späten Wachstumsschub von 17 Zentimetern, was sowohl Haalands Athletik wie auch seiner Durchsetzungsfähigkeit gegenüber seinen Gegnern zuträglich war.

### Durchbruch in Salzburg

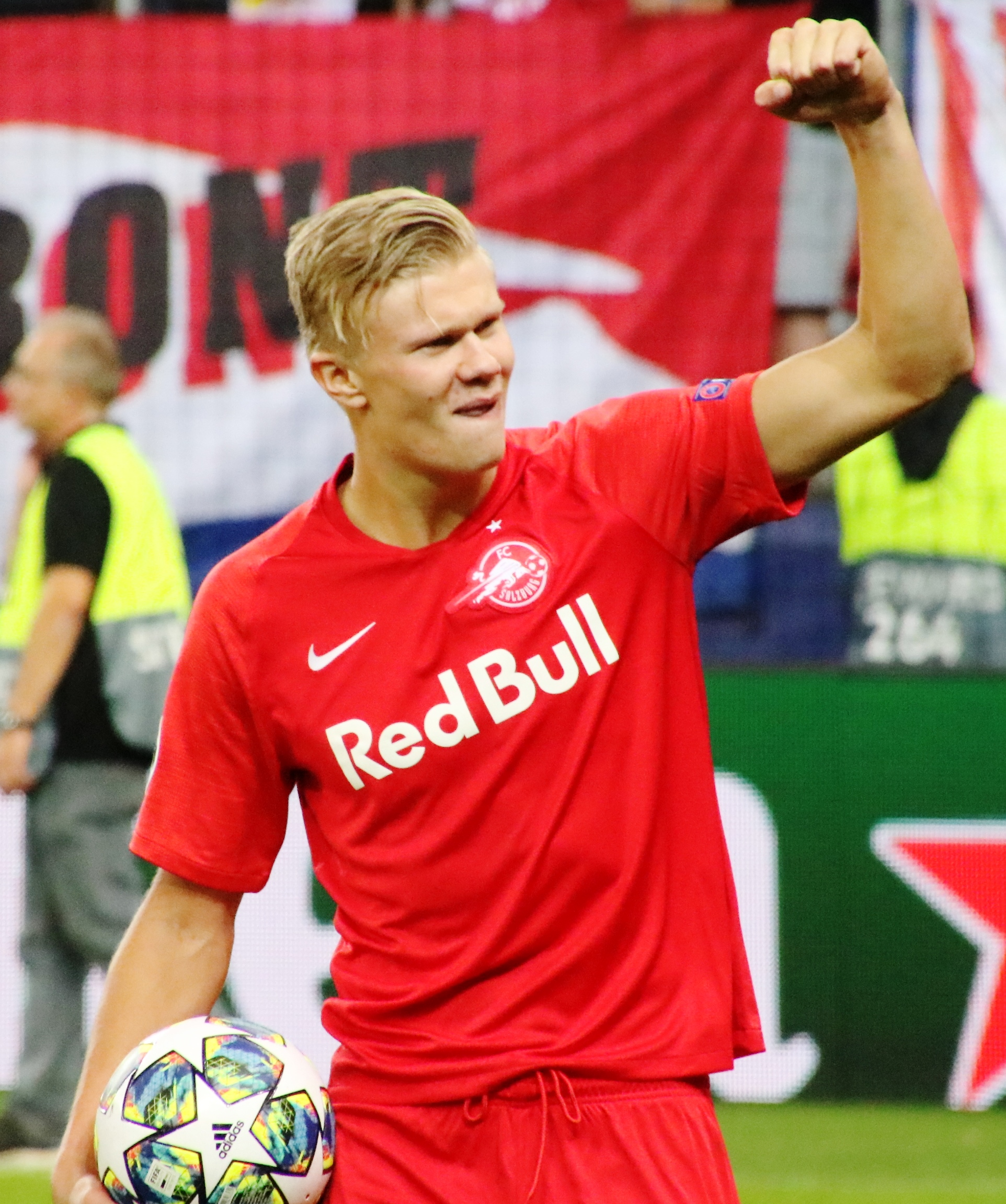
Haaland nach seinen drei Champions-League-Toren gegen den KRC Genk (2019)

Im Januar 2019 wechselte Haaland zum österreichischen Bundesligisten FC Red Bull Salzburg, bei dem er einen bis Juni 2023 laufenden Vertrag erhielt. Bis zum Ende der Saison 2018/19 kam er unter dem Cheftrainer Marco Rose auf zwei Bundesligaeinsätze, in denen er ein Tor erzielte. Im Frühjahr holte er mit dem Verein das Double aus Meisterschaft und Pokal.
In der Saison 2019/20 gelang Haaland der internationale Durchbruch. Unter dem neuen Cheftrainer Jesse Marsch entwickelte er sich zum Stammspieler und erzielte zwischen dem 2. und 7. Spieltag elf Tore. Am 17. September 2019 schoss der 19-jährige Haaland in seinem ersten Spiel in der Champions League beim 6:2-Sieg gegen den KRC Genk drei Tore und wurde somit hinter Wayne Rooney (18 Jahre und 340 Tage) und Raúl (18 Jahre und 113 Tage) zum drittjüngsten Spieler, der in diesem Wettbewerb einen „Dreierpack“ erzielte. Auch in den vier darauf folgenden Gruppenspielen (neben Genk waren der FC Liverpool und die SSC Neapel die Gruppengegner) konnte Haaland treffen, lediglich bei der 0:2-Niederlage im Rückspiel gegen den FC Liverpool am letzten Spieltag gelang ihm kein Tor.
Ende November 2019 wurde Haaland bei der Wahl zum Golden Boy für den besten U21-Spieler Europas des Jahres 2019 hinter João Félix, Jadon Sancho und Kai Havertz auf den 4. Platz gewählt. Die Wahl zum Fußballer des Jahres in Österreich gewann er Mitte Dezember 2019 hingegen.

### Borussia Dortmund
Nach 22 Pflichtspielen für Salzburg, in denen er 28 Tore erzielte und sieben Treffer vorbereitete, wechselte der Norweger Anfang Januar 2020 nach Deutschland zum Bundesligisten Borussia Dortmund, bei dem er einen bis 30. Juni 2024 laufenden Vertrag erhielt. Beim Rückrundenauftakt am 18. Januar 2020 wurde er bei einem 1:3-Rückstand gegen den FC Augsburg im Laufe der zweiten Halbzeit eingewechselt und erzielte innerhalb von 20 Minuten drei Tore zum 5:3-Sieg für den BVB. Damit erzielte er den schnellsten Hattrick bei einem Debüt in einem Bundesligaspiel. Haaland, der mit dem BVB Vizemeister wurde, wurde zum ersten Spieler in der Geschichte der Bundesliga, der neun Tore in seinen ersten sechs Spielen erzielte.

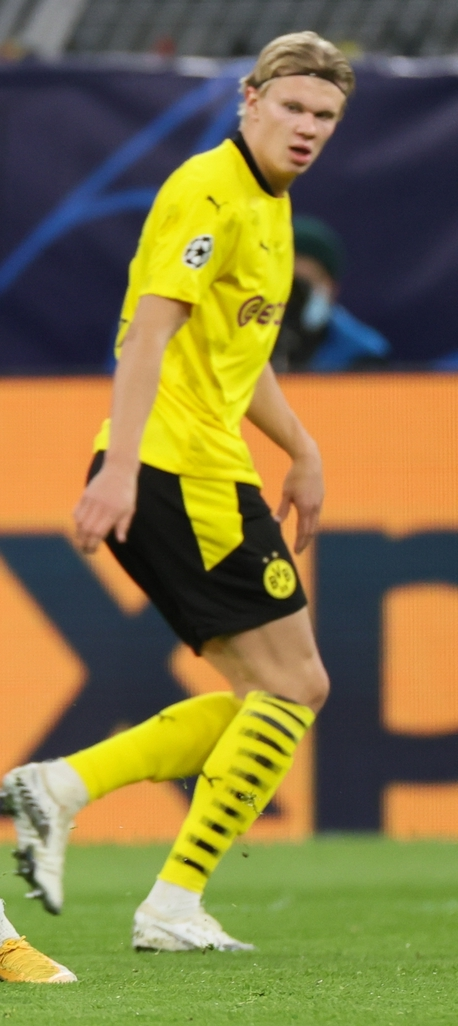
Haaland im Trikot von Borussia Dortmund (2020)

Bereits nach kurzer Zeit hatte der Norweger im Vereinsumfeld auch fernab seiner Torrekorde einen positiven Eindruck hinterlassen. So äußerten sich Vereinsverantwortliche über seine „lockere Art im Kontrast zu seiner Fokussiertheit auf dem Platz“ oder den „stets erkennbaren Spaß am Spiel“. Auch seine „Fähigkeit, ein Spiel lesen und Situationen geradezu vorhersehen zu können“, seien laut BVB „häufiger zutage getreten“. Schnell fiel darüber hinaus auf, dass Haaland eine hohe Arbeitsbereitschaft zeigte, was sich darin niederschlug, dass er selten in klassischer Mittelstürmermanier den Strafraum besetzte, sondern stattdessen auch selbst bei Balleroberungen mithalf oder sich vereinzelt in die Defensive einschaltete. Obwohl der Stürmer erst zur Rückrunde zum BVB gekommen war, ließ er rasch großen Ehrgeiz und Siegeswillen erkennen, was neben anderen Faktoren möglicherweise auch zu einer deutlich stabileren Rückserie der Mannschaft beitrug. Der kicker bemängelte hingegen trotz dessen Größe Haalands Kopfballspiel, sein Spiel gegen den Ball sowie das Einsetzen der Mitspieler. Der ehemalige deutsche Nationalstürmer Miroslav Klose nannte den Norweger einen „guten Stürmer mit einer starken Mentalität und Wucht“, meinte aber auch, dieser müsse sich zwangsläufig „zum Kombinationsspieler entwickeln“ und seine Spielweise dahingehend anpassen, nicht zu oft auf Pässe in die Tiefe zu warten.
Nach Rang 4 im Vorjahr gewann Haaland im Jahr 2020 vor Ansu Fati, ebenfalls Stürmer, und dem Verteidiger Alphonso Davies den Golden Boy und war damit nach Mario Götze im Jahr 2011 der zweite Dortmunder Spieler, der diese Auszeichnung erhielt. Einen Tag später gelangen dem mittlerweile 20-Jährigen beim 5:2 am 8. Spieltag gegen den Bundesligakonkurrenten Hertha BSC in der zweiten Hälfte erst ein lupenreiner Hattrick und schließlich auch noch ein viertes Tor.
Der Norweger absolvierte in der Spielzeit 2020/21 41 Pflichtpartien, teamintern die sechstmeisten, und schoss überdurchschnittliche 41 Tore. In Relation zur Gesamttrefferzahl des BVB (115) gesehen, bewies dies erneut dessen Wichtigkeit für das Team. Spielentscheidende Treffer waren beispielsweise das 0:2 sowie das 1:4 beim siegreichen Pokalfinale gegen RB Leipzig, die vier durch ihn allein erzielten Tore gegen den FC Sevilla im erfolgreichen Champions-League-Achtelfinale oder „Doppelpacks“ in der Bundesliga gegen Wolfsburg, Köln und Leverkusen. Den Titel des besten Torschützen der Königsklasse sicherte sich der 20-Jährige erstmals und obwohl er mit dem Team bereits nach dem Viertelfinale aus dem Wettbewerb ausschied. Das kicker-Sportmagazin sortierte den Angreifer im Winter 2020/21 hinter dem späteren Torschützenkönig Robert Lewandowski in die Kategorie Weltklasse ein. Es bezeichnete ihn als eine „faszinierende Urgewalt“ und bemängelte am Rande, dass dieser für sein Spiel, anders als beispielsweise Lewandowski, Raum brauche. In der abschließenden kicker-Rangliste der notenbesten Spieler verdiente sich Haaland einen Schnitt von 2,84 und landete hinter Spielern wie André Silva, Thomas Müller oder Lewandowski in den Top 10; teamintern war er noch vor Roman Bürki und Mats Hummels der Akteur mit dem mit Abstand besten Wert. Das Portal Ligainsider berechnete für den Stürmer eine Zweikampfquote von 53 %, womit er die drittbeste Quote aller Angreifer der Bundesliga erreichte und zahlreiche Verteidiger hinter sich ließ. Im Anschluss an die Spielzeit verwies der Norweger hinsichtlich seiner Leistungen, die bereits kurz nach seinem Wechsel zum BVB Begehrlichkeiten bei vielen Klubs geweckt hatten, auf seinen Vertrag in Dortmund, den er respektieren werde, und bekannte sich so öffentlich zu seinem Verein.
Haaland verlor mit seinen Teamkollegen zum Einstand der Spielzeit 2021/22 die Partie um den Supercup gegen den FC Bayern und blieb hierbei ohne direkte Torbeteiligung. Dafür schoss er am Premierenspieltag der Bundesliga beim 5:2 über Eintracht Frankfurt drei Tore selbst, die anderen beiden bereitete er direkt vor. Es folgten 12 weitere Scorerpunkte in acht Pflichtspielen, darunter drei Treffer gegen Wehen Wiesbaden im DFB-Pokal. Muskuläre Probleme zwangen den Norweger aber im Herbst zu seiner bis dahin längsten Pause (sieben Partien), seit er nach Dortmund gewechselt war. Unter dem Gesichtspunkt vier weiterer Ausfälle mit Muskelverletzungen innerhalb der Mannschaft, darunter Giovanni Reyna oder Emre Can, verteidigte Dortmunds neuer Trainer Marco Rose das Funktionsteam des BVB mit den Worten: „Es liegt nicht an der Trainings-Steuerung, nicht an der Belastungs-Steuerung, weder an den Physios noch den Athletiktrainern.“ Ende November 2021 belegte der Norweger bei der Verleihung des Ballon d’Or 2021 den 11. Platz. Mit einem kicker-Notenschnitt von 2,70 war Haaland auch in der Hinrunde 2021/22 erneut notenbester Dortmunder Spieler und auch diesmal erfolgte gemeinsam mit Lewandowski die Einsortierung in die Weltklasse.

### Manchester City

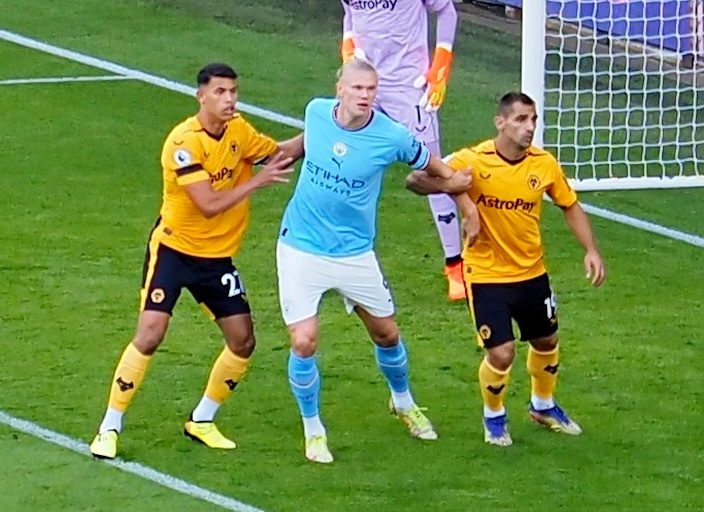
Haaland gegen Matheus Nunes (l.) und Jonny Otto (r.) von den Wolverhampton Wanderers (2022)

Zur Saison 2022/23 wechselte Haaland in die Premier League zu Manchester City. Er unterschrieb beim Verein, für den bereits sein Vater von 2000 bis 2003 gespielt hatte, einen Vertrag mit einer Laufzeit bis zum 30. Juni 2027. An den ersten 5 Spieltagen erzielte der Norweger 9 Tore und übertraf dabei den Rekord von Sergio Agüero, der in der Saison 2011/12 bis zu diesem Zeitpunkt 8 Tore erzielt hatte. Zudem gelang ihm in seinem fünften Einsatz sein zweiter Hattrick, womit er Demba Ba als Rekordhalter ablöste, der seinen zweiten Hattrick in seinem 21. Premier-League-Spiel erzielt hatte. Am 6. Spieltag erzielte Haaland sein 10. Saisontor, womit er den Rekord von Micky Quinn aus der Saison 1992/93 einstellte. In seinem 14. Premier-League-Spiel erzielte Haaland sein 20. Tor; der bisherige Rekordhalter Kevin Phillips hatte dafür in der Saison 1999/2000 21 Spiele benötigt.
Beim 7:0-Sieg im Achtelfinalrückspiel der Champions League 2022/23 gegen RB Leipzig am 14. März 2023 erzielte Haaland fünf Tore, wobei er in der 63. Minute ausgewechselt wurde. Damit zog er mit Lionel Messi und Luiz Adriano beim Rekord für die meisten Tore in einem Champions-League-Spiel gleich. Zudem wurde er mit 22 Jahren und 236 Tagen der jüngste Spieler, der mindestens 30 Tore in der Champions League erzielte. Den Rekord hielt zuvor Kylian Mbappé mit 22 Jahren und 352 Tagen. Für die 30-Tore-Marke benötigte er 25 Spiele, weniger als jeder Spieler zuvor. In seinem insgesamt 29. Premier-League-Spiel am 26. April 2023 gegen den FC Arsenal erzielte Haaland sein 33. Saisontor und stieg mit den meisten Premier-League-Toren innerhalb einer Saison zum Rekordhalter auf. Mit seinem 34. Saisontor hatte Haaland wettbewerbsübergreifend 50 Tore für City erzielt. Dass ein Erstligaspieler in England in allen Wettbewerben zusammengenommen 50 Tore schießt, hatte das letzte Mal, vor Haaland, der englische Nationalspieler Tom Waring in der Saison 1930/31 (für Aston Villa) geschafft. Am 3. Mai 2023 traf er beim 3:0-Sieg über West Ham United zum zwischenzeitlichen 2:0. Es war sein 35. Saisontreffer, womit er den bisherigen Saisonrekord der Premier League (34) von Andrew Cole (1993/94) und Alan Shearer (1994/95) vier Spieltage vor Schluss brach. Bis zum Saisonende erhöhte er den Rekord auf 36 Tore. Für seine Leistungen wurde der Norweger im August 2023 vor Lionel Messi und seinem Teamkollegen Kevin De Bruyne zum UEFA-Spieler des Jahres („Europas Fußballer des Jahres“) gewählt. Beim Ballon d’Or 2023 belegte er hinter Messi den 2. Platz. Im Januar 2025 verlängerte er seinen laufenden Vertrag bis 2034.

## Nationalmannschaftskarriere
Da Haaland neben der norwegischen die britische Staatsbürgerschaft besitzt, hätte er auch für den englischen, schottischen, walisischen oder nordirischen Fußballverband spielen können. Er lief jedoch seit seiner Jugend stets für Norwegen auf.
Sein Debüt für eine Auswahl des Norges Fotballforbund gab Haaland, als er am 15. September 2015 bei der 2:4-Niederlage der norwegischen U15-Junioren gegen die Alterskollegen aus Schweden zum Einsatz kam. Zwei Tage später absolvierte er ein weiteres U15-Länderspiel gegen Schweden; in beiden Spielen kam er je zwei Mal zum Torerfolg. Am 17. und 19. November 2015 kam er daraufhin auch noch zu zwei U15-Einsätzen gegen Nordirland, blieb dabei allerdings ohne Torerfolg. Unter Erland Johnsen kam der 15- bzw. 16-Jährige im Jahre 2016 zu einer Reihe von Einsätzen in der norwegischen U16-Nationalmannschaft; davon größtenteils in freundschaftlichen Länderspielen. Bei 17 U16-Länderspielen, die er bis Jahresende absolvierte, kam der Mittelstürmer nur in einem einzigen zum Torerfolg. Im Jahre 2017 absolvierte er für die U17 seines Heimatlandes die Qualifikation zur Europameisterschaft 2017 und schaffte den Einzug in die im Mai 2017 in Kroatien stattfindende Endrunde. Als Teil des norwegischen Aufgebots kam er in allen drei Gruppenspielen zum Einsatz und schied mit der Mannschaft als Letzter der Gruppe D frühzeitig aus dem Turnier aus. Äußerst torgefährlich agierte er in diesem Jahr auch in der norwegischen U18-Auswahl, für die er es in sechs Länderspielen auf ebenso viele Treffer brachte. 2017/18 nahm Haaland mit Norwegen auch an der Qualifikation zur U19-EM 2018 teil, wo er mit neun Treffern bester Torschütze der Qualifikation wurde. Der norwegische Fußballverband schrieb einen Teil dieser Einsätze der norwegischen U18 und einen anderen Teil der norwegischen U19 zu.
Für die U20 Norwegens erzielte der Stürmer im letzten Gruppenspiel bei der WM 2019 in Polen gegen Honduras neun Treffer, die Mannschaft gewann mit 12:0, schied jedoch als schlechtester Gruppendritter aus. Nach Turnierende erhielt Haaland den Goldenen Schuh als bester Torschütze des Turniers.
Nach drei Spielen für die U21 debütierte Haaland im Rahmen der letztendlich nicht erfolgreichen Qualifikation zur EM 2021 gegen Malta im September 2019 unter Trainer Lars Lagerbäck für die A-Auswahl. Seitdem ist der Stürmer gesetzt und läuft als alleinige Spitze oder Sturmpartner von Joshua King sowie Alexander Sørloth auf. In den Play-offs um die Teilnahme an der EM scheiterte Norwegen im Halbfinale an Serbien.
Beim 3:0-Sieg über Slowenien in der UEFA Nations League 2024/25 am 10. Oktober 2024 wurde Haaland mit seinen Treffern 33 und 34 zum Rekordtorschützen seines Landes. In seinem 36. Einsatz im Nationaldress löste er den mehr als 90 Jahre alten Rekord von Jørgen Juve ab.

## Titel und Auszeichnungen

### Titel
International
- UEFA-Champions-League-Sieger: 2023
- UEFA-Super-Cup-Sieger: 2023

Österreich
- Meister: 2019
- Pokalsieger: 2019

Deutschland
- Pokalsieger: 2021

England
- Meister (2): 2023, 2024
- Pokalsieger: 2023
- Supercupsieger: 2024

### Auszeichnungen
- UEFA-Spieler des Jahres („Europas Fußballer des Jahres“): 2023
- Golden Boy: 2020
- Gerd-Müller-Trophäe: 2023
- Nominierung für den Ballon d’Or (3): 2021 (11. Platz), 2022 (10.), 2023 (2.), 2024 (5.)
- Torschützenkönig
  - der Champions League (2): 2021 (10 Tore), 2023 (12 Tore)
  - der Premier League (2): 2023 (36 Tore), 2024 (27 Tore)
  - der U20-Weltmeisterschaft: 2019 (9 Tore)
- Europas Stürmer des Jahres: 2021
- Fußballer des Jahres
  - in Norwegen (5): 2020, 2021, 2022, 2023, 2024
  - in Österreich: 2019
  - in England: 2023 (FWA und PFA)
- Wahl
  - in die FIFA FIFPro World XI: 2021, 2022
  - in die VDV 11 (3): 2019, 2020, 2021
- Einstufung als Weltklasse in der Rangliste des deutschen Fußballs (3): Winter 2020/21, Sommer 2021, Winter 2021/22
- Bundesliga-Spieler der Saison: 2020/21
- Premier League Player of the Month (2): August 2022, April 2023
- Spieler des Monats der Bundesliga (4): Januar 2020, November 2020, April 2021, August 2021
- Rookie des Monats der Bundesliga (2): Januar 2020, Februar 2020
- Sportschau-Tor des Monats (2): Februar 2021, September 2021
- Premier League Player of the Season: 2022/23

## Trivia
- Erling Haaland hält auch einen Rekord in der Leichtathletik: Seit 2006 ist er mit einer Weite von 1,63 Meter in der Klasse der Fünfjährigen inoffizieller Europarekordler im Standweitsprung.[40]

- Im Mai 2022 wurde Haaland überlebensgroß auf die Fassade einer Molkerei in seiner Heimatstadt Bryne gemalt, vom ebenfalls aus Bryne stammenden Künstler Pøbel.[41]

- Zum Abschied vom BVB im Mai 2022 schenkte Haaland seinen 33 Mannschaftskollegen angeblich Rolexuhren im Wert von jeweils rund 14.000 Euro und dem Betreuerteam Uhren der Marke Omega im Wert von je 6.000 Euro. Bei Manchester City soll Haalands Jahresgehalt 24 Millionen Euro betragen.[42]

- Im August 2016 lud der 16-jährige Haaland gemeinsam mit seinen Freunden Erik Botheim und Erik Tobias Sandberg, die ebenfalls Fußballspieler sind,[43] auf dem YouTube-Kanal Flow Kingz ein Rap-Video mit dem Titel Flow Kingz Feat Lyng – Kygo jo hoch. Das Video wurde im Januar 2020 nach seinem Wechsel zu Borussia Dortmund einer breiteren Öffentlichkeit bekannt[44] und mittlerweile mehr als 13 Millionen Mal (Stand: 25. Februar 2025) aufgerufen.[45]